# Rosie Jones
Rosie Jones (Middlesex, 19 de julio de 1990) es una modelo británica. Es conocida por sus participaciones como chica de la página tres del periódico The Sun y por su trabajo en revistas para hombres.

## Carrera
Empezó su carrera de modelo  en 2008 tras ser reclutada por la agencia de modelos de Samantha Bond a la edad de 17 años. No fue sino hasta el 2008 (que cumplió 18 años) que comenzaría a posar desnuda. Ha posado para The Sun y para revistas como Nuts, Loaded, FHM y Front.
En 2010 apareció en el video musical "You Can Dance" de Bryan Ferry en donde participó como modelo de este.

## Filantropía
En agosto de 2010 escaló el Monte Tubqal ubicado en Marruecos para año conseguir fondos para Help for Heroes, una entidad sin lucro de origen inglés que recaba fondos para ayudar a soldados británicos que fueron heridos en combate.

## Premios
Jones logró en noviembre de 2009 establecer un récord guinness al lograr, en un minuto, «colocarse y quitarse» la mayor cantidad de sujetadores.
Fue nombrada como la "chica más sexy" (Sexiest Babe No.1) del 2010 por los visitantes del sitio nuts.co.uk alcanzando más de un millón de votos. lográndolo nuevamente en 2011.